# Seminomadisk
En seminomadisk eller halvnomadisk hushållning baseras till stor del på nomadiserande jakt och samling eller boskapsskötsel men dessutom odlas vissa grödor på ett basläger.
När det gäller folkslag i norra Eurasien (bland annat samerna) har seminomadism definierats som en kombination av renskötsel med andra näringar, främst fiske och jakt.